# Herbert von Ridder
Herbert August Robert von Ridder (* 19. Mai 1900 in Layenhof, Kreis Mainz; † circa 1945 in Schlesien) war ein deutscher Adliger und einer der insgesamt vier adligen NSDAP-Kreisleitern.

## Leben
Er stammte aus der Familie Ridder, deren Adelsstand 1911 anerkannt wurde. Sein Vater war der Ehrenritter des Johanniterordens Gustav von Ridder, der diese Adelsanerkennung erreichte. Ridder trat zum 1. Mai 1932 der NSDAP bei (Mitgliedsnummer 1.198.733) und stieg in dieser Partei bis zum Kreisleiter des Kreises Wohlau auf. Als solcher war er von 1937 bis 1941 in Wohlau tätig. Außer ihm waren drei weitere Adlige in Deutschland NSDAP-Kreisleiter. Laut Zeitzeugen soll er im Jahr 1945 mit einer Nebenfrau geflohen sein und sich, als er gestellt wurde, erschossen haben. Durch Entscheidung des Amtsgerichts Nürtingen vom 20. Dezember 1954 wurde er zum 31. Dezember 1945 für tot erklärt.